# Occhi sulla graticola
Occhi sulla graticola è un romanzo di Tiziano Scarpa, pubblicato nel 1996.
Il sottotitolo recita: Breve saggio sulla penultima storia d'amore vissuta dalla donna alla quale desidererei unirmi in duraturo vincolo affettivo.
Il libro è una delle opere più rappresentative dell'etichetta letteraria "pulp" italiano, attribuita dai media (non dagli autori in questione) nella metà degli anni novanta. Il romanzo uscì nel febbraio del 1996. Nei mesi successivi furono pubblicati Fango di Niccolò Ammaniti, Fonderia Italghisa di Giuseppe Caliceti, Woobinda di Aldo Nove: giornalisti culturali e critici letterari rilevarono una comunanza di poetiche fra questi libri, e nella primavera del 1996 iniziarono a definire queste scritture "pulp". In seguito, nell'autunno del 1996, venne pubblicata l'antologia Gioventù cannibale, dove peraltro non figurava nessun racconto di Tiziano Scarpa, ma alcuni elementi di affinità fra Occhi sulla graticola e quei racconti fecero sì che la stampa culturale accomunasse la sua opera con quelle degli scrittori definiti I cannibali.

## Trama
Il romanzo è ambientato nel 1995.
Carolina frequenta l'Accademia di Belle Arti a Venezia. Per far quadrare i suoi bilanci di studentessa fuori sede disegna genitali maschili e femminili sugli hentai importati (censurati secondo l'articolo 175 in vigore in Giappone) per la rivista Kiss Manga, sulla quale è nota con lo pseudonimo di Maria Grazia Graticola. Alfredo ristagna «in una nota bibliografica a piè di pagina» della sua tesi sulle brutte figure in Dostoevskij quando la incontra in una situazione particolare.
I canali putridi di una Venezia plumbea fanno da sfondo alle vite di altri due universitari, Fabrizio e Giampaolo, e della loro padrona di casa, l'eccentrica signora Cordellato, che si fa pagare l'affitto in liquido seminale.
Tra rimandi al mondo di carta dei manga erotici e vicissitudini personali, Alfredo mette in atto il suo piano di conquista di Carolina, scavando impietosamente nelle personalità dei personaggi.

## Personaggi
- Alfredo
- Carolina Groppo alias Maria Grazia Graticola
- Fabrizio Rumegotto, 25 anni
- Giampaolo Devitis, 24 anni
- Guglielmina Cordellato, 74 anni
- Tullio Parmesàn alias Manuela Manopola, 26 anni

## Testi correlati
Silvia Lucianetti – Andrea Antonini, Manga. Immagini del Giappone contemporaneo, Castelvecchi editore, Roma 2001, cfr. p. 148

## Edizioni
- Tiziano Scarpa, Occhi sulla graticola, collana I coralli, Giulio Einaudi Editore, 1996,  p. 113, ISBN 88-06-13878-2.

## Riconoscimenti
Nel 1997 il libro è stato finalista al Premio Bergamo.